# Mesoniscus calcivagus
Mesoniscus calcivagus là một loài chân đều trong họ Mesoniscidae. Loài này được Verhoeff miêu tả khoa học năm 1914.